# Alys
 (mars 2018).
Alys (stylisé ALYS) est un personnage de fiction et une chanteuse virtuelle développée par VoxWave. Sa date anniversaire retenue par le studio est le 18 mars 2014, jour de publication de son design.
Cette chanteuse chante grâce à un logiciel de synthèse vocale, en japonais et en français, qui permet à un utilisateur de créer des pistes musicales faisant appel à la voix de la chanteuse.
ALYS fait également l'objet de nombreuses créations par le public, notamment à travers des vidéos publiées sur les plates-formes de partage de contenu comme YouTube, grâce à la technologie Alter/Ego, développée par la société montréalaise Plogue Art et Technologie.
Sa voix a été donnée par Poucet, une chanteuse interprétant différents titres de compositions Japonaises, majoritairement du Vocaloid. Mais aussi d'autres artistes tels que le groupe Kalafina (« Hikariful », « To The beginning ») ou encore Christopher Tin, avec « Mado Kara Mieru ». La chanteuse virtuelle dispose de la qualité de sa donneuse de voix, la capacité d'interagir et d’assimiler sa voix avec tout style de chansons.
ALYS est représentée comme une jeune femme de 21 ans aux cheveux bleu foncé, coiffés en natte.
La discographie d'ALYS publiée par VoxWave compte à ce jour six albums: Éveil (2015), Espoir (2016) et Émancipation (2017), Solstice (2017) ALYS Around The World (2017), Au Delà du Rêve (2018).

## Présentation

### La création d'unPersona

#### Un produit étudié pour un public cible
Les grandes lignes du projet ALYS ont été dessinées à l'issue d'une étude de marché menée à la fin de l'année 2013.

## «Controverses»

### Sur l'appellation Vocaloid
Vocaloid est le nom de la technologie de Yamaha Corporation dédiée à la synthèse du chant. Elle est souvent utilisée par antonomase pour désigner tout logiciel de synthèse de chant, et tout projet artistique (personnage, musique) qui en est dérivé. Toutefois, d'un strict point de vue juridique, la marque Vocaloid détenue par Yamaha n'est pas appliquée à ALYS.
VoxWave a toutefois entretenu de 2013 à 2014 des discussions avec Yamaha en vue d'obtenir un accord de collaboration permettant le développement d'un logiciel de synthèse de chant pour ALYS.
L'abandon de ces négociations a été notifié par le biais d'un communiqué de presse, Cyrielle Collignon, présidente de la société, ayant par la suite déclaré dans une interview pour Les Echos le refus de Yamaha de collaborer avec le studio.
Ce même communiqué de presse fait état de négociations entre VoxWave et le projet japonais CeVIO, soulignant toutefois la nécessité de rassembler une « somme très importante ». Le studio a toutefois souligné à plusieurs reprises qu'au vu de sa collaboration avec Alter/Ego et Plogue Art et Technologie, ces négociations étaient abandonnées.

## Événements notables

### Rêve de Machine
Rêve de Machine fut le premier événement consacré à ALYS, organisé sous forme d’un concert holographique. Ce concert se déroula au théâtre du Trianon le 17 décembre 2016. La première partie du spectacle fut jouée par le groupe britannique Esprit d’Air. ALYS apparut sur scène pour la seconde et principale partie en tant qu’hologramme projeté sur scène aux côtés de quatre musiciens: Lightning (guitare), Matt Defer (Guitare), Grégory Defaud (Basse) et Nicolas Defer (Batterie).

### Eurovision 2017
ALYS fut inscrite par VoxWave pour participer à l'Eurovision 2017 pour tenter de représenter la France, présentant son titre Oxygène. Elle ne fut cependant pas sélectionnée parmi les participants pour représenter la France cette année-là.

### Au Delà du Rêve
Pour les quatre ans d'ALYS, une campagne de financement collaboratif est lancée sur la plate-forme Ulule pour lancer un nouvel album intitulé Au Delà du Rêve, ainsi qu'un recueil de nouvelles du même nom. La campagne dure un mois et le projet est financé à 126%.

## Discographie (par ordre chronologique)

### Produite par VoxWave
- Éveil (2015)
- Espoir (2016)
- Émancipation (2017)
- Solstice (2017)
- ALYS Around The World (2017)
- Au Delà du Rêve (2018)